# Trojka (danza)
La Trojka è una delle danze tradizionali delle regioni appartenenti alla Federazione Russa.

## Trojka
Il significato letterale della parola trojka è "in tre". Simboleggia i tre cavalli che, tradizionalmente, tiravano i barrocci delle famiglie nobili.
La danza viene eseguita da gruppi di tre persone (un cavaliere tra due dame) disposti lungo un cerchio a "cortege".
Prevede l'alternarsi di una passeggiata in senso antiorario e di un ballo secondo uno schema predefinito: i ballerini tenendosi per mano alzano le braccia, le ballerine a turno si infilano nel varco così creato tra il ballerino e la sua compagna e, passando dietro la schiena del ballerino, ritornano nella posizione di partenza. Al ripetersi di ogni sequenza, il cavaliere corre avanti lungo il cerchio e riprende la passeggiata e il ballo con la coppia di dame che lo precede.